# Добряна
Добряна — река в России, протекает в Пыщугском районе Костромской области. Устье реки находится в 87 км по правому берегу реки Пыщуг. Длина реки составляет 11 км.
Исток реки расположен в лесах в 11 км к северо-западу от деревни Носково (центр Носковского сельского поселения) и в 29 км к северо-западу от Пыщуга. Река течёт на северо-восток, всё течение реки проходит по заболоченному ненаселённому лесу. Впадает в Пыщуг выше деревни Дунаево.

## Данные водного реестра
По данным государственного водного реестра России относится к Верхневолжскому бассейновому округу, водохозяйственный участок реки — Ветлуга от истока до города Ветлуга, речной подбассейн реки — Волга от впадения Оки до Куйбышевского водохранилища (без бассейна Суры). Речной бассейн реки — (Верхняя) Волга до Куйбышевского водохранилища (без бассейна Оки).
Код объекта в государственном водном реестре — 08010400112110000041530.